# Pokrevenik
Pokrevenik (en serbe cyrillique : Покревеник) est un village de Serbie situé dans la municipalité de Pirot, district de Pirot. Au recensement de 2011, il comptait 57 habitants.

## Démographie
| 1948 | 1953 | 1961 | 1971 | 1981 | 1991 | 2002 | 2011 |
| ---- | ---- | ---- | ---- | ---- | ---- | ---- | ---- |
| 651  | 679  | 696  | 647  | 476  | 170  | 126  | 57   |

|  |